# Кызласский сельсовет
Кызласский сельсовет — сельское поселение в Аскизском районе Хакасии.
Административный центр — село Кызлас.

## Население
| 2002  | 2010  | 2012  | 2013  | 2014  | 2015  | 2016  |
| ----- | ----- | ----- | ----- | ----- | ----- | ----- |
| 1875  | ↘1776 | ↘1736 | ↘1718 | ↘1680 | ↘1622 | ↘1534 |
| 2017  | 2018  | 2019  | 2020  | 2021  |       |       |
| ↘1481 | ↘1458 | ↘1435 | ↘1412 | ↗1668 |       |       |

## Состав сельского поселения
В состав сельского поселения входят 6 населённых пунктов:
| № | Населённый пункт | Тип населённого пункта       | Население |
| - | ---------------- | ---------------------------- | --------- |
| 1 | Картоев          | аал                          | ↗44       |
| 2 | Картузов         | аал                          | →12       |
| 3 | Кызлас           | село, административный центр | ↘1036     |
| 4 | Лырсы            | аал                          | ↘60       |
| 5 | Тюрт-Тас         | аал                          | ↗187      |
| 6 | Усть-Хойза       | деревня                      | ↗437      |

## Образование
Есть средняя школа.